# سونورا تايلور
سونورا "ساني" تايلور (ولدت في 21 مارس 1982) هي أكاديمية أمريكية ورسامة وكاتبة وناشطة في مجال حقوق ذوي الإعاقة وحقوق الحيوان. وهي تقيم حاليًا في أوكلاند بكاليفورنيا وهي أستاذة مساعدة في قسم العلوم البيئية والسياسات والإدارة في جامعة كاليفورنيا بيركلي.

## سيرتها
حصلت تايلور أستاذة في جامعة كاليفورنيا في بيركلي على درجة الدكتوراه في الدراسات الأمريكية من جامعة نيويورك. وقد فاز كتابها "وحوش العبء: تحرير الحيوان والإعاقة" بجائزة الكتاب الأمريكي لعام 2018. وقد نشرت أعمالها في كل من المنافذ الأكاديمية والشعبية.
عرضت أعمال تايلور في متحف سميثسونيان وفي معارض مهمة أخرى في جميع أنحاء الولايات المتحدة. كما حصلت على جائزة مؤسسة جوان ميتشل لعام 2008. وفي عام 2004 حصلت على الجائزة الكبرى في معرض في أس إيه آرتز درايفينغ فورس الذي حُكم للفنانين الناشئين ذوي الإعاقة. يتناول جزء من عملها قضايا حقوق الحيوان حيث أن تايلور نباتية مناهضة للعبودية.
وُلِدت تايلور مصابة بخلل التنسج المفصلي وهي تستخدم كرسيًا متحركًا. كما أنها ناشطة في جمعية دراسات الإعاقة وشاركت في مسيرات من أجل حقوق الإعاقة. وقد ظهر عملها في حركة حقوق ذوي الإعاقة في مجلة منثلي رفيو الماركسية وكانت صورتها الذاتية مع تي سي إي أول صورة ملونة بالكامل تُطبع على الإطلاق في تاريخ النشر الطويل. لقد ظهرت في برنامج أول ثينغز كينسيدرد على الإذاعة الوطنية العامة وسلسلة ستيت أوف ذي آرتز على إذاعة جورجيا العامة. وقد ظهرت أعمالها أيضًا بصفة متكررة في مجلة فلاغبول في مسقط رأسها بأثينا في جورجيا.
دافعت تايلور عن موقفها ضد المنتجات الحيوانية في مقالتها التي نشرتها في 17 فبراير 2009 بعنوان "هل من الممكن أن يكون الإنسان آكلاً للحوم بضمير حي؟" ومرة أخرى في مقالتها التي نشرتها في 29 مارس 2011 بعنوان "لماذا لا يوجد شيء اسمه لحوم إنسانية" وكلاهما نُشر على موقع ألترنيت.
وهي أيضًا شقيقة المخرجة أسترا تايلور وظهرت في فيلمها إكزامند لايف عام 2008 إلى جانب الفيلسوفة جوديث بتلر.

## المنشورات
- تايلور، سنورا (2017). وحوش العبء: تحرير الحيوان والإعاقة. ذا نيو برس. ISBN:978-1620971284.
- تايلور، سنورا (مايو 2024). البيئات المعوقة: دروس من صحراء مجروحة. مطبعة جامعة كاليفورنيا. ISBN:9780520393066. مؤرشف من الأصل في 2025-05-26. اطلع عليه بتاريخ 2024-08-04.

## روابط خارجية
- سونورا تايلور في قاعدة بيانات الأفلام على الإنترنت